# Daniel Beauvois
Daniel Beauvois (wym. [bowuạ]; ur. 9 maja 1938 w Annezin) – francuski historyk badający dzieje Polski, Ukrainy, Białorusi i Litwy. Autor trylogii naukowej poświęconej historii społecznej dawnych ziem wschodnich Rzeczypospolitej Obojga Narodów pod panowaniem rosyjskim (1793–1914), opublikowanej po polsku pod tytułem Trójkąt ukraiński. Znany jako krytyk idealizacji Kresów w polskiej literaturze i świadomości historycznej, uchodzi za autora interpretacji Rzeczypospolitej przedrozbiorowej jako państwa kolonialnego.

## Życiorys
Pochodzi z górniczego regionu Pas-de-Calais, w którym skupiała się polska emigracja przed II wojną światową. W 1957 ukończył École normale d'instituteurs w Arras, po czym pracował w szkołach w Carvin i Hénin-Liétard. W 1959 podjął studia slawistyczne na uniwersytecie w Lille, gdzie napisał pod kierunkiem Nicolasa Weisbeina pracę o powieściach Konstantina Fiedina. Do zajęcia się historią Polski zainspirował go w Lille lektor języka polskiego Wacław Godlewski. W 1962 przebywał na stypendium francuskiego Ministerstwa Spraw Zagranicznych w Moskwie. Uzyskał agrégation z rosyjskiego w 1965 i licencjat z polskiego w 1966. W latach 1964–1968 pracował w liceum im. Ludwika Pasteura w Lille jako nauczyciel języka rosyjskiego, od 1967 także na uniwersytecie w Lille.
W latach 1969–1972 pełnił funkcję dyrektora Ośrodka Kultury Francuskiej przy Uniwersytecie Warszawskim. Pracował m.in. nad materiałami do historii Cesarskiego Uniwersytetu Wileńskiego ze zbiorów Ludwika Chmaja przy pomocy Ryszarda Wołoszyńskiego. Od 1973 do 1978 był pracownikiem naukowym CNRS w Paryżu. Ubiegając się o tę posadę uzyskał poparcie Bronisława Geremka. W ramach umowy francusko-radzieckiej o wymianie badaczy wyjechał wówczas na kwerendę archiwalną do ZSRR, gdzie pracował nad aktami carskiego ministerstwa oświaty w Leningradzie i nawiązał kontakt z Władimirem Djakowem. W 1977 obronił pracę habilitacyjną (doctorat d'État) pt. Lumières et société en Europe de l'Est : l'université de Vilna et les écoles polonaises de l'Empire russe (1803-1832), której promotorem był sowietolog Roger Portal (polecony Beauvoisowi przez Godlewskiego), a recenzentem m.in. Stefan Kieniewicz. W latach 1978–1979 pracował na Uniwersytecie Nancy II, następnie kierował Ośrodkiem Studiów nad Kulturą Polską na Uniwersytecie Lille III (1979–1994) i Ośrodkiem Historii Słowian (Centre d’Histoire des Slaves) na Sorbonie (1994–1998). W latach 1986–1988 kierował także wydawnictwem uniwersytetu w Lille (Presses universitaires de Lille, obecnie Septentrion).

## Nagrody i odznaczenia
W 1988 otrzymał nagrodę literacką londyńskich „Wiadomości”. Do polskiego wydania jego pracy o szkolnictwie polskim pod wczesnym panowaniem carskim przyczyniło się wsparcie Watykanu po spotkaniu z Janem Pawłem II podczas konferencji naukowej w 1990, gdzie został zaproszony przez Jerzego Kłoczowskiego. W 2006 został laureatem Nagrody im. Jerzego Giedroycia za książkę Trójkąt ukraiński. Szlachta, carat i lud na Wołyniu, Podolu i Kijowszczyźnie 1793–1914.
Został odznaczony Krzyżem Oficerskim Orderu Zasługi RP. Jest członkiem zagranicznym PAN, PAU i Narodowej Akademii Nauk Ukrainy. Uzyskał tytuł doktora honoris causa uniwersytetów Wrocławskiego, Warszawskiego i Jagiellońskiego.

## Poglądy
Jako historyk skupia się na tematyce ukraińskiej. Polskie panowanie na Kresach przyrównuje do francuskich rządów kolonialnych w Algierii. W latach 1969–2000 był czytelnikiem paryskiej „Kultury”, podsuniętej mu przez licealnego kolegę Stanisława Zygarta, która wywarła znaczny wpływ na jego orientację ideową. Uważa się za kontynuatora antykomunistycznej i antynacjonalistycznej linii politycznej Juliusza Mieroszewskiego (koncepcja ułożenia przez Polskę stosunków z narodami „ULB” w ramach odnowy idei jagiellońskiej) i Jerzego Giedroycia, którego określił „największym, być może, Polakiem XX wieku”. Przed 1989 krytyk komunizmu, po 1989 krytyk klerykalno-endeckiej „rewolucji konserwatywnej” jako źródła narastania polskiego nacjonalizmu, co poróżniło go m.in. z Pawłem Wieczorkiewiczem i Zdzisławem Najderem. Odcina się także od francuskiego nurtu „bezwarunkowej rusofilii”, za którego czołową przedstawicielkę uznaje Hélène Carrère d’Encausse. Deklaruje natomiast przywiązanie do ludowego dziedzictwa „Solidarności”.

## Prace

### Publikacje książkowe

#### Autorskie
- (część II trylogii) Le noble, le serf et le révizor. La noblesse polonaise entre le tsarisme et les masses ukrainiennes (1831–1863), Editions des Archives Contemporaines, Paryż 1985.
  - (przekład polski) Polacy na Ukrainie 1831–1863. Szlachta polska na Wołyniu, Podolu i Kijowszczyźnie, tłum. Ewa Rutkowska i Krzysztof Rutkowski, Instytut Literacki, Paryż 1987.
  - (przekład angielski) The Noble, the Serf and the Revizor: The Polish Nobility Between Tsarist Imperialism and the Ukrainian Masses (1831–1863), tłum. Barbara Reising, Harwood, Londyn 1991.
  - (przekład ukraiński) Шляхтич, кріпак і ревізор: польська шляхта між царизмом та українськими масами (1831–1863), tłum. Zoja Borysiuk, Intel, Кijów 1996.
- Szkolnictwo polskie na ziemiach litewsko-ruskich 1803–1832, t. 1: Uniwersytet Wileński, t. 2: Szkoły podstawowe i średnie, tłum. Ireneusz Kania, Fundacja Jana Pawła II, Rzym 1991 (na podstawie pracy habilitacyjnej).
- Histoire de la Pologne, Hatier, Paryż 1995.
  - (wydanie II) Histoire de la Pologne : des origines à nos jours, Points, Paryż 2022.
- (część III trylogii) La bataille de la terre en Ukraine, 1863-1914 : les Polonais et les conflits socio-ethniques, Presses universitaires de Lille, Lille 1993.
  - (przekład polski) Walka o ziemię. Szlachta polska na Ukrainie prawobrzeżnej pomiędzy caratem a ludem ukraińskim 1863–1914, tłum. Krzysztof Rutkowski, Pogranicze, Sejny 1996.
  - (przekład ukraiński) Битва за землю в Україні 1863-1914. Поляки в соціо-етнічних конфліктах, tłum. Zoja Borysiuk, Krytyka, Kijów 1998.
- (część I trylogii) Pouvoir russe et noblesse polonaise en Ukraine 1793-1830, Éditions du CNRS, Paris 2003.
  - (przekład polski: całość trylogii) Trójkąt ukraiński. Szlachta, carat i lud na Wołyniu, Podolu i Kijowszczyźnie 1793–1914, tłum. Krzysztof Rutkowski, Wydawnictwo Uniwersytetu Marii Curie-Skłodowskiej, Lublin 2005. Wydanie II: 2011.
  - (przekład ukraiński: część I trylogii) Російська влада і польська шляхта в Україні. 1793-1830 рр., tłum. Zoja Borysiuk, Kal'varija, Lwów 2007.
  - (przekład rosyjski: całość trylogii) Гордиев узел Российской Империи. Bласть, шляхта и народ на правобережной Украине 1793–1914, tłum. Maria Krisań, Novoje Literaturnoje Obozrenie, Moskwa 2011.
  - (przekład ukraiński: całość trylogii) Трикутник Правобережжя. Царат, шляхта і народ, 1793–1914 рр., tłum. Zoja Borysiuk, Klio, Kijów 2020.
- La Pologne : histoire, société, culture, Éditions de La Martinière, Paris 2004.
- (z Sophie Barthélemy i in.) Semper Polonia : l'art en Pologne des Lumières au romantisme, 1764-1849, Somogy, Paris 2004.
- (z Françoisem Bafoilem, Dieterem Bingenem i Bruno Drweskim) La Pologne, Fayard, Paris 2007.
- Wilno – polska stolica kulturalna zaboru rosyjskiego 1803–1832, tłum. Ireneusz Kania, Wydawnictwo Uniwersytetu Wrocławskiego, Wrocław 2010.
- Mes pierres de lune. Essai d’autobiographie professionnelle, Instytut Historii Nauki Polskiej Akademii Nauk, Warszawa 2014. 
  - (przekład polski) Autobiografia i teksty wybrane, tłum. Robert Zaborowski, Instytut Historii Nauki PAN, Warszawa 2017.

#### Wydania źródeł i przekłady
- Stanisława Przybyszewska, L'Affaire Danton, L'Âge d'Homme, Paris 1983.
- Poètes de l'Apocalypse. Anthologie de poésie en polonais, hébreu et yiddish (1939-1945), Presses universitaires de Lille, Lille 1991.
- Antoni Taront, Wspomnienia emigranta polskiego z północnej Francji, red. Daniel Beauvois, Kazimierz Ożóg i Jadwiga Śrutek, Zakład Narodowy im. Ossolińskich, Wrocław 1994.

#### Redagowane
- Le Centenaire de la Commune de Paris. Le socialisme français et l'Europe Centrale. Actes du colloque organisé par le Centre d'Etudes de la Civilisation Française de l'Université de Varsovie, avril 1971, Centre de Civilisation Française de l'Université de Varsovie, Warszawa 1972.
- Pologne : l'insurrection de 1830-1831 et sa réception en Europe, Presses universitaires de Lille, Lille 1982.
- Les confins de l’ancienne Pologne: Ukraine, Lituanie, Biélorussie XVIe-XXe siècles, Presses Universitaires de Lille, Lille 1988 (z przedmową Czesława Miłosza).
- (z Jerzym Kłoczowskim i Yves-Marie Hilairem) Regards sur l'indomptable Europe du Centre-Est du XVIIIe siècle à nos jours. Actes du colloque de Villeneuve-d'Ascq, 20-23 septembre 1993, Revue du Nord, Lille 1996.
- (z Natalią Aleksiun i Marie-Élizabeth Ducreux) Histoire de l'Europe du Centre-Est, Presses Universitaires de France, Paris 2004. 
  - (przekład rosyjski) История Центрально-Восточной Европы, Evrazija, Sankt-Petersburg 2009.

### Pozostałe publikacje

#### Artykuły i eseje
- Adam Jerzy Czartoryski jako kurator wileńskiego okręgu naukowego, „Przegląd Historyczny” 65.1 (1974), s. 61–85.
- Ecole et société en Ukraine occidentale (1800-1825), „Revue du Nord” 225 (1975), s. 173–184.
- Les Jésuites dans l'Empire russe (1772-1820), „Dix-Huitième Siècle” 8 (1976), s. 257–272.
- Entre l'analyse et l'action politiques, Jean Potocki, voyageur « éclairé », [w:] Modèles et moyens de la réflexion politique au XVIIIe siècle, Presses de l’Université de Lille, Lille 1977, t. 1, s. 39–63.
- Les Lumières au carrefour de l'orthodoxie et du catholicisme. Le cas des uniates de l'Empire russe au début du XIXe siècle, „Cahiers du Monde Russe”, 19.4 (1978), s. 423–441.
- Un Polonais au service de la Russie: Jean Potocki et l'expansion en Transcaucasie, 1804-1805, „Cahiers du Monde russe et soviétique” 19 (1978), s. 175–189.
- Społeczeństwo w potrzasku. Uwagi nad recenzją pióra Jerzego Michalskiego mojej książki Lumières et société en Europe de l'Est – l'Université de Vilna et les écoles polonaises de l'Empire russe 1802–1832, „Kwartalnik Historii Nauki i Techniki” 24.2 (1979), s. 445–452.
- The Polish National Idea, „International History Review” 7.1 (1985), s. 146–158.
- 1833: Lelewel expulsé de France. Témoignages et documents, [w:] Joachim Lelewel à Bruxelles de 1833 à 1861. Actes du colloque organisé les 17 et 18 avril 1986, red. Teresa Wysokińska i Stéphane Pirard, Centre international Lelewel d'études et d'informations historiques, Bruxelles 1986.
- Szczyt mikołajowskich represji antyszlacheckich na Ukrainie 1849–1852, [w:] Fermentum massae mundi. Jackowi Woźniakowskiemu w siedemdziesiątą rocznicę urodzin, red. Nawojka Cieślińska i Piotr Rudziński, Warszawa 1990.
- Północna Francja a sprawa polska w latach 1830–1833, [w:] Powstanie Listopadowe 1830-1831. Dzieje wewnętrzne, militaria, Europa wobec powstania, red. Władysław Zajewski, Warszawa 1990.
- Être historien en Pologne: les mythes, l'amnésie et la « vérité », „Revue d'histoire moderne et contemporaine” 38.3 (1991), s. 353–386.
- La Constitution Polonaise du 3 mai 1791 et les idées françaises, Rayonnement Culturel Polonais, Lille 1991 (15 s.).
- Świadomość obywatelska u ziemian polskich na terenach litewsko-ruskich, „Krytyka” nr 40, 1993, s. 128–132.
- Stosunki społeczno-etniczne na Ukrainie prawobrzeżnej w końcu XIX i na początku XX wieku (á propos książki „Walka o ziemię na Ukrainie 1863–1914”), „Przegląd Wschodni” 3 (1994), z. 4, s. 619–637.
- Mit „kresów wschodnich”, czyli jak mu położyć kres, [w:] Polskie mity polityczne XIX i XX wieku, red. Wojciech Wrzesiński, Wrocław 1994.
- Czego Jan Potocki szukał w Czeczenii?, „Rocznik Towarzystwa Literackiego im. A. Mickiewicza” 30 (1995), s. 49–56.
- Religie a narody w walce rosyjsko-polskiej na Ukrainie prawobrzeżnej w latach 1863–1914, „Przegląd Historyczny” 88.1 (1997), s. 73–94.
- Europejskość Mickiewicza przed opuszczeniem Litwy (Mickiewicz européen en Lituanie), „Akta Towarzystwa Historyczno-Literackiego w Paryżu” 4 (1998), s. 7–20.
- Les Russes et la « dépolonisation » religieuse de l'Ukraine rive droite (1863-1914), „Revue des Études Slaves” 70.2 (1998), s. 443–467.
- Rzeź humańska. Począwszy od „Sofiówki”, poprzez „Hajdamaków” aż do „Snu srebrnego Salomei”, „Twórczość” 55 (1999), nr 10, s. 80–92.
- La conscience historique polonaise au XIXe siècle. Entre mythographie et historiographie, „Histoire de l’éducation” 86 (2000), s. 37–60.
- Spory historyków (Francja, Rosja, Polska) wokół Ukrainy-Rusi, [w:] Historia Europy Środkowo-Wschodniej, t. 1, red. Jerzy Kłoczowski, Lublin 2000, s. 32–52.
- Oni i inni. Pamiętnikarze polscy na kresach wschodnich w XX wieku, „Przegląd Wschodni” 7.1 (2001), s. 185–204.
- Trójkąt ukraiński 1793–1914. Szlachta, carat i lud na Podolu, Wołyniu i Kijowszczyźnie, [w:] Dziedzictwo kresów – nasze wspólne dziedzictwo?, red. Jacek Purchla, Kraków 2006, s. 43–58.
- Coraz mniej Jaśnie Oświecony Książę – kurator wileński, [w:] Czartoryscy – Polska – Europa. Historia i współczesność, red. Zbigniew Baran, Kraków 2003, s. 42–52.
- Polacy w oczach Francuzów w latach 1764–1849, „Echa Przeszłości” 7 (2006), s. 41–52.
- Le retour de la Pologne comme acteur européen, „Pouvoirs” 118 (2006), s. 5–19.
- Dzieje Polski w badaniach historyków francuskich w XX wieku, [w:] O nas bez nas”. Historia Polski w historiografiach obcojęzycznych, red. Witold Molik i Henryk Żaliński, Poznań 2007, s. 49–67.
- Inteligencja polska na zachodnich kresach cesarstwa rosyjskiego w XIX wieku, „Echa Przeszłości” 9 (2008), s. 121–142.
- Acculturations et reconstructions linguistiques dans l’ensemble Ukraine, Lituanie et Biélorussie, [w:] La politique de Babel. Du monolinguisme d'Etat au plurilinguisme des peuples, red. Denis Lacorne i Tony Judt, Karthala, Paryż 2009, s. 277–293.
- Czy Francuz mógł pozyskać indygenat w Księstwie?, [w:] Jerzy Giedroyc. Kultura, polityka, wiek XX, red. Andrzej Mencwel, A. S. Kowalczyk i L. Szaruga, Warszawa 2009.
- Nowoczesne manipulowanie sarmatyzmem – czy szlachcic na zagrodzie był obywatelem?, [w:] Nowoczesność i sarmatyzm, red. Przemysław Czapliński, Poznańskie Studia Polonistyczne, Poznań 2011, s. 121–140.
- Aspirations et obstacles à l’abolition du servage en Ukraine au XIXe siècle, „Revue de l’Institut des langues et cultures d'Europe, Amérique, Afrique, Asie et Australie” 17 (2013), s. 1–19.
- Jean Emmanuel Gilibert i Francuzi w Polsce i na Litwie w latach 1770–1780, „Kwartalnik Historii Nauki i Techniki” 60.1 (2015), s. 7–16.
- Jak się ma pojęcie kresów do Ukrainy?, Pracownia, Gdańsk 2017 (32 s.).
- La République polono-lituanienne (1385-1793), [w:] Histoire partagée, mémoires divisées. Ukraine, Russie, Pologne, red. Korine Amacher, Éric Aunoble i Andrij Portnow, Antipodes, Lozanna 2021, s. 39–52.
- La Pologne et l’Ukraine, de l’antipathie à l’empathie, „Questions internationales” 118 (2023), s. 83–90.
- Повстання в Україні. Не для українців, „Український історичний журнал” 570 (2023), s. 148–168.

#### Przedmowy
- Henryk Sienkiewicz, Quo Vadis ?, tłum. Ely Halpérine-Kaminski, Flammarion, Paris 1983 (przekład z 1904, wznowiony 2005).
- (z Louisem Le Guillou) przedmowa do Adam Mickiewicz aux yeux des Français, red. Zofia Mitosek, PWN, Warszawa 1992. 
  - Przekład polski: Przedmowa, [w:] Adam Mickiewicz w oczach Francuzów, red. Zofia Mitosek, tłum. Remigiusz Forycki, Warszawa 1999, s. 29–32.

#### Wywiady i publicystyka
- Z perspektywy sympatyka, [w:] O „Kulturze”. Wspomnienia i opinie, red. Grażyna Pomian i Krzysztof Pomian, Puls, Londyn 1987.
- Anielstwo i imperializm. Rozmowa z prof. Danielem Beauvois, „Zeszyty Historyczne” 85 (1988), s. 3–12.
- Moja przygoda z Kresami, „Ruch Literacki” 30.4/5 (1989), s. 281–291.
- Trzeba o tym mówić. Rozmowa z prof. Danielem Beauvois, red. Stanisław Bereś, „Zeszyty Literackie” 8.31 (1990), s. 108–118.
- Bywam głosem wołającym na puszczy. Z Danielem Beauvois rozmawia Jan Strękowski, „Odra” 40.7/8 (2000), s. 4–8.
- Byłem skazany na oryginalność, red. Agata Żmudzińska-Judycka, „Roczniki [Stacja Nauk. PAN w Paryżu]” 4 (2001), s. 213–219.
- Rozmowa z prof. Danielem Beauvois, red. Grzegorz Józefczuk, „Gazeta Wyborcza” (Lublin), 13 stycznia 2006.
- „Chłopów bili po twarzy”. Francuski historyk o polskiej kolonizacji Ukrainy, red. Ludwika Włodek-Biernat, „Gazeta Wyborcza”, 30 maja 2010.
- Wilno nieromantyczne, red. Jagienka Wilczak, „Polityka”, 10 lutego 2011.
- Po co światu Ukraina? – rozmowa z Danielem Beauvois, red. Jan Strękowski, „Rzeczpospolita”, 14 grudnia 2014.
- Chłopów ukraińskich traktowano jak niewolników jeszcze w XIX w. Niektórzy ziemianie byli przekonani, że chłop nie ma duszy, red. Maciej Nowicki, „Newsweek”, 26 maja 2014.